# 모하메드 멜레히

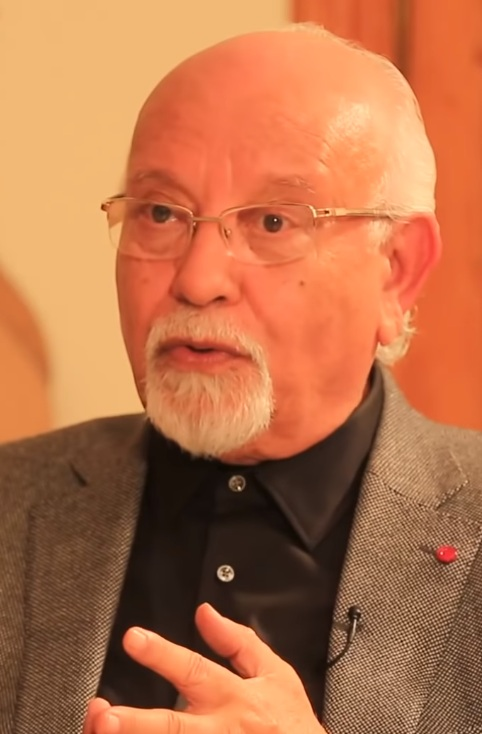

모하메드 멜레히(محمد المليحي‎, 1936년 11월 12일 ~ 2020년 10월 28일)는 모로코의 화가이다.
모로코 아실라에서 태어나 테투완 미술 학교(1953~1955), Real Academia de Bellas Artes de Santa Isabel de Hungría(1955), 산 페르난도 왕립 미술 아카데미(1956), 프랑스 미술 아카데미(1957~1960), 로마 미술 아카데미(1960) 등에서 수학했다. 국립고등미술학교를 거쳐 록펠러 재단 장학금을 받아 콜롬비아 대학교로 갔다.(1962~1964)
카사블랑카 미술 학교에서 교수로 재직하면서(1964~1969) 학장인 파리드 벨카히아 등과 함께 카사블랑카 학파를 주도했다. 1969년 카사블랑카 학파와 공동으로 진행한 전시 《Présence plastique》은 모로코 모더니즘의 시초로 여겨진다.
코로나19에 감염되어 투병 중 파리 근교의 앙브로즈 파레 병원에서 사망하였다.